# 村岡民俗資料館まほろば
村岡民俗資料館まほろば（むらおかみんぞくしりょうかん まほろば）は兵庫県美方郡香美町にある西洋館を活用した博物館施設。

## 概要
1894年（明治27年）に竣工した木造・地上2階建擬洋風建築である旧美方郡役所の建物の保存と活用、および村岡区から出土した考古資料や近世の民具の保存・収集・展示を目的として開設された。常設展示室では旧村岡町内から出土した八幡山六号墳出土の船形土師器や文堂古墳出土の金銅装頭椎大刀などの遺物や考古資料と、江戸時代から戦前までの農具・灯火具・紡織具などの民具約3000点を展示する。
企画展示室では民俗資料を展示しているほか、ギャラリーなどにも利用される。

## 施設
- 1階 - こどもひろば（図書室）
- 2階 - 村岡区内出土考古資料展示

## 利用情報
- 開館時間 - 9：00～17：00
- 休館日 - 月曜日、12/28～1/3

## 交通アクセス
- JR山陰本線 八鹿駅より全但バスで30分、「村岡営業所」下車すぐ